# Мері Кетрін Бренджі
Мері Кетрін Лейн, пізніше Бренджі (англ. Mary Katharine Brandegee; 28 жовтня 1844, Теннессі — 3 квітня 1920, Берклі) — американська ботанікиня, фахівчиня з флори Каліфорнії, колекціонерка рослин та редакторка.

## Життєпис
Народилася в штаті Теннессі 1844 року в родині Маршалла Лейна, англійця за походженням, і Мері Лейн. Вона була єдиною дівчинкою з десятьох дітей. Сім'я часто переїжджала з місця на місце, і, коли Мері було 9 років, оселилася поблизу Фолсома в Каліфорнії. Вже в ті роки Кейт (як її зазвичай називали) захопилася біологією.
1866 року Кейт Лейн одружилася з Г'ю Карреном, констеблем з Ірландії. 8 років потому він помер від алкоголізму. У прагненні почати нове життя Лейн вступила до медичної школи при Каліфорнійському університеті, ставши третьою жінкою в історії університету. 1878 року вона отримала диплом магістра, але зайнялася не медичною практикою, а вивченням лікарських рослин, якими зацікавилася ще в період навчання. Вона вивчала ботаніку під керівництвом фахівців з Каліфорнійської академії наук у Сан-Франциско, а також допомагала систематизувати колекції рослин. 1879 року стала членкинею Академії. Коли 1883 року зберігач колекції вийшов на пенсію, він передав свою посаду Лейн.
1889 року Кейт Лейн одружилася зі збирачем рослин Тавнсендом Стітом Бренджі, з яким познайомилася в Академії 1886 року. Одруження відбулося в Сан-Дієго; медовий місяць подружжя провело, йдучи звідти пішки в Сан-Франциско (500 миль) і збираючи по дорозі зразки рослин. 1895 року Кейт Бренджі передала колекції Академії своїй учениці Еліс Іствуд і переїхала з чоловіком у Сан-Дієго.
Подружжя багато мандрувало, збираючи рослини в Каліфорнії, Аризоні і Мексиці. Коли гербарій Каліфорнійського університету в Берклі загинув у пожежі, Бренджі передали в дар університету власну колекцію (близько 100 000 рослин) і бібліотеку, і самі переїхали в Берклі, щоб допомогти з організацією. Вони працювали там безоплатно до кінця життя.
Мері Кетрін Бренджі померла в Берклі 3 квітня 1920 року.